# نادي بيجي
نادي بيجي الرياضي هو فريق كرة قدم عراقي مقره في صلاح الدين، يلعب في الدوري العراقي الدرجة الثانية.

## الملعب
قررت وزارة الشباب والرياضة في أغسطس/آب 2021 ترميم وتأهيل ملعب بيجي بعد أن تم دمره من قبل تنظيم الدولة الإسلامية (داعش) في عام 2014.

## روابط خارجية
أندية العراق - تواريخ التأسيس